# Distrito de Carapo
El distrito de Carapo es uno de los cuatro distritos que conforman la provincia de Huanca Sancos, en el departamento de Ayacucho, bajo la administración del Gobierno regional de Ayacucho, en el Perú.

## Historia
El pueblo Andamarka de Qarapoq-Carapo-, fue fundado en condición de pueblo español, el 2 de junio de año 1587, en la tercera reducción realizado por los españoles, desde la comunidad hermana de Wamankikia a 5 leguas puna, después de efectivizar la jugosa venta de tierras de los mismos carapinos a la etnia Anchiway: ayllu "MANALURI" del centro poblado actual San Miguel de Manchiri. “… Don  García  Hurtado  de  Mendoza Márquez de Cañete… Capitán General de estos reinos  Provincia  del  Perú, tierra  firme… Alonso Esteban Benavente, Corregidor de la Provincia  de  Vilcashuamán, Antonio  Heredia  Protector General de los naturales, me hizo  presente  relaciones  existentes  de  Autos y  Pareceres  de  Bernardino Carvajal, Padre  García  Solier, Alonso  Rodríguez  de  Hurtado y Juan  de  Barrientos  Cárdenas. Los indios  que  están poblando en el pueblo de Wamankikia  procedentes del Asiento de Karapo “PAYANYA” de Awkimarka, eran  conveniente  separar hacia el sitio de Karapo, para  su  mejor adoctrinamiento, tranquilidad,  alimentación, porque  en la quebrada honda  de  Guamanquiquia había  pocas  tierras y como  consecuencia, grandes  miserias LOS  INDIOS  NOTABLES olleros, pasaban  incomodidades  trabajo  a cinco leguas ( sobre puna vía Usqullu, Chamaqmnakis, Antichuku)...La historia de Carapo es, sumamente impresionante si se quiere aprender; por lo que le invitó a adquirir oportunamente, el valioso material. 
Carapo, asciende su categoría de distrito  2 de enero de 1857, en el segundo periodo gubernamental del presidente mariscal don Ramón Castilla, bajo la Ley del 2 de enero de 1857. Según a la Ley Regional n.º 362 del 15 de setiembre de 1 920, Carapo, se eleva de su categoría a “VILLA”, anexando a los pueblos: Wamankikia, Tawlli y Manchiri y a Urabamba, en calidad de caserío [...].

## Geografía
Su capital es el poblado de Carapo, ubicado a 3 188 m s. n. m.
Latitud -13.92
Longitud -74.334

## Autoridades

### Municipales
- 2023 - 2026
  - Alcalde: Guilmer Antezana Aroni, Perú Libre
- 2019 - 2022[1]
  - Alcalde: Narciso Tupia Aroni, de Desarrollo Integral Ayacucho.
  - Regidores:

  1. Antonio Ocan Galindo (Desarrollo Integral Ayacucho)
  2. Demecio Chonta Huamán (Desarrollo Integral Ayacucho)
  3. Maritza Huamaní Tumbalobos (Desarrollo Integral Ayacucho)
  4. Lina Arones Quispe (Desarrollo Integral Ayacucho)
  5. Rober Rojas Quispe (Movimiento Regional Gana Ayacucho)

Alcaldes Anteriores
1987 - 1989: Deodono Sosa Fernández, del Partido Aprista Peruano
1991-1994: Feliciano Quispe Chicne.
- 1996 - 1998: Jesús Walter Cabana Oscátegui, de L.I. Nro  5 Ricchary Wauje.
- 1999 - 2002: Jesús Walter Cabana Oscátegui, de Poder Inca.
- 2003 - 2006: Román De la Cruz Rojas, del Movimiento Regional "Para El Desarrollo e Integración de Ayacucho - DIA".
- 2007 - 2010: Abraham Quispe León, de la Alianza Electoral Unidad Nacional.
- 2011 - 2014: Deciderio Pillhuamán Sosa, del Movimiento Independiente Regional Todos con Ayacucho.
- 2015 - 2018: Emiliano Fernández Cabana, de Qatun Tarpuy.

## Festividades
- San Antonio.
- San Juan Bautista
- San Miguel.
- San Jerónimo.